# Portnahaven
Portnahaven (en gaélico escocés: Port na h-Abhainne, que significa puerto fluvial) es un pueblo en la isla de Islay en las Islas Hébridas Interiores, Escocia . El pueblo está dentro de la parroquia de Kilchoman. Para el censo de 1991 tenía una población de 150 habitantes.
Se encuentra en el extremo sur de los Rinns de Islay en el extremo sur de la carretera A847. La A847 sigue toda la costa desde Portnahaven hasta Port Charlotte y Bridgend. Su puerto está cobijado por la isla de Orsay y su vecina menor la isla Eilean Mhic Coinnich. El faro de los Rinns de Islay, fue construido por el ingeniero escocés Robert Stevenson en 1825, se encuentra en la isla Orsay. Portnahaven cuenta con una iglesia, una tienda que también es una oficina de correos y una taberna. La iglesia es una de las iglesias construidas por el ingeniero escocés Thomas Telford . El puerto alrededor del cual se construye el pueblo brinda la oportunidad de observar focas grises de cerca. El pueblo de Port Wemyss está ubicado justo al sur de Portnahaven.
Al norte de Portnahaven, en Claddach, se encuentra la primera máquina de energía undimotriz operativa del mundo. El "Islay LIMPET", construido por la empresa energética Wavegen, entró en funcionamiento en el año 2000.
Los asentamientos cercanos incluyen el pueblo de Nerabus .